# Zhongornis haoae
Zhongornis haoae — викопний вид птахів монотипового роду Zhongornis, що існував на початку крейди. Скам'янілі рештки знайдені у пластах формації Yixian на території Китаю.

## Назва
Родова назва походить з китайського слова "zhong", що означає <<проміжний>>, та грецького "ornis" — <<птах>>. Вид названий на честь автора опису.

## Опис
Голотип D2455/6 зберігається у Музеї природознавства Даляні. Це добре збережений повний скелет завдовжки 9 см. Розмах крил повинен сягати 20 см. Вважається, що це скелет молодої особини. Мав зубчастий дзьоб, короткий хвіст, тринадцять ребер і відсутній пігостиль. Пальці складались лише з двох фаланг.